# Liste von Namensreaktionen/N
| Entdecker                                              | Jahr            | Reagenzien                                                                                | Kurzbeschreibung | Zielmolekül(e)                                                         | Quelle          |
| Nagata-Reaktion                                        | Nagata-Reaktion | Nagata-Reaktion                                                                           | Nagata-Reaktion | Nagata-Reaktion                                                        | Nagata-Reaktion |
| ------------------------------------------------------ | --------------- | ----------------------------------------------------------------------------------------- | --- | ---------------------------------------------------------------------- | --------------- |
| Wataru Nagata                                          | 1962            | α,β-ungesättigten Carbonylverbindungen, Cyanodiethylaluminium (Nakata-Reagenz), Säure     | Hydrocyanierung | β-Cyanocarbonylverbindungen                                            | [ 1 ]           |
| Reaktionsschema Nagata-Reaktion                        |                 |                                                                                           | |                                                                        |                 |
| Nametkin-Umlagerung                                    |                 |                                                                                           | |                                                                        |                 |
| Sergei Semjonowitsch Namjotkin                         | 1923            | Halogen-substituierte Campfer-Derivate                                                    | Wagner-Meerwein-Umlagerung | Camphen                                                                | [ 2 ]           |
| Reaktionsschema Nametkin-Umlagerung                    |                 |                                                                                           | |                                                                        |                 |
| Narasaka-Kupplung                                      |                 |                                                                                           | |                                                                        |                 |
| Koichi Narasaka                                        | 2004            | Vinylsilane, Essigsäureanhydrid, Rhodium-Katalysator                                      | Kupplung | α,β-ungesättigte Ketone                                                | [ 3 ]           |
| Narasaka-Prasad-Reduktion                              |                 |                                                                                           | |                                                                        |                 |
| Koichi Narasaka, Kapa Prasad                           | 1984            | β-Hydroxyketone, Bor-Chelatkomplexe wie BBu2OMe, Natriumborhydrid                         | stereoselektive Reduktion | syn-Dialkohole                                                         | [ 4 ] [ 5 ]     |
| Reaktionsschema Narasaka-Prasad-Reduktion              |                 |                                                                                           | |                                                                        |                 |
| Natsume-Indolsynthese (Muratake-Natsume-Indolsynthese) |                 |                                                                                           | |                                                                        |                 |
| Hideaki Muratake, Mitsutaka Natsume                    | 1990            | Pyrrole, Essigsäureanhydrid, Grignard-Verbindungen, Säure                                 | Acetylierung, Grignard-Reaktion, Cyclisierung                                                                                     | Indole                                                                 | [ 6 ]           |
| Nazarov-Cyclisierung                                   |                 |                                                                                           | |                                                                        |                 |
| Iwan Nikolajewitsch Nasarow                            | 1942            | Divinylketone, Säure                                                                      | Cyclisierung | Cyclopentenone                                                         | [ 7 ]           |
| Reaktionsschema Nazarov-Cyclisierung                   |                 |                                                                                           | |                                                                        |                 |
| Neber-Bössel-Synthese                                  |                 |                                                                                           | |                                                                        |                 |
| Peter Neber, G. Bössel                                 | 1929            | 2-(2-Aminophenyl)-2-hydroxyessigsäuren, Natriumnitrit, Säure                              | Diazotierung, Reduktion zum Hydrazin, Cyclisierung, Aromatisierung                                                                | 3-Hydroxylcinnoline                                                    | [ 8 ] [ 9 ]     |
| Reaktionsschema Neber-Bössel-Synthese                  |                 |                                                                                           | |                                                                        |                 |
| Neber-Umlagerung                                       |                 |                                                                                           | |                                                                        |                 |
| Peter Neber                                            | 1926            | Ketone, Hydroxylamin, p-Toluolsulfonsäurechlorid, Base                                    | Bildung eines Oxims, Tosylierung, Deprotonierung, Cyclisierung zum Azirin, Hydratisierung                                         | α-Aminoketone                                                          | [ 10 ]          |
| Reaktionsschema Neber-Umlagerung                       |                 |                                                                                           | |                                                                        |                 |
| Nef-Reaktion                                           |                 |                                                                                           | |                                                                        |                 |
| John Ulric Nef                                         | 1894            | Nitroalkane, Natriumhydroxid, Säure                                                       | Deprotonierung zum Nitronat, Protonierung, Umlagerung, Abspaltung von Distickstoffmonoxid                                         | Ketone/Aldehyde                                                        | [ 11 ]          |
| Reaktionsschema Nef-Reaktion                           |                 |                                                                                           | |                                                                        |                 |
| Nef-Synthese                                           |                 |                                                                                           | |                                                                        |                 |
| John Ulric Nef                                         | 1899            | Natriumacetylide, Aldehyde/Ketone                                                         | Addition | Alkincarbinole                                                         | [ 12 ]          |
| Nef-Isocyanid-Reaktion                                 |                 |                                                                                           | |                                                                        |                 |
| John Ulric Nef                                         | 1892            | Carbonsäurechloride, Isonitrile                                                           | Addition | Carbonsäurechloridimide                                                | [ 13 ]          |
| Reaktionsschema Nef-Isocyanid-Reaktion                 |                 |                                                                                           | |                                                                        |                 |
| Negishi-Kupplung                                       |                 |                                                                                           | |                                                                        |                 |
| Ei-ichi Negishi                                        | 1976            | Arylhalogenide, Organozinkverbindungen, Nickel-, oder Palladiumkatalystor                 | Kreuzkupplung | C-C-Bindung                                                            | [ 14 ]          |
| Reaktionsschema Negishi-Kupplung                       |                 |                                                                                           | |                                                                        |                 |
| Nencki-Reaktion                                        |                 |                                                                                           | |                                                                        |                 |
| Marcel Nencki                                          | 1881            | Phenole, Carbonsäurechloride/-anhydride, Zinkchlorid                                      | ähnlich Friedel-Crafts-Acylierung                                                                                                 | acylierte Phenole                                                      | [ 15 ]          |
| Reaktionsschema Nencki-Reaktion                        |                 |                                                                                           | |                                                                        |                 |
| Nenitzescu-Indolsynthese                               |                 |                                                                                           | |                                                                        |                 |
| Costin Nenitzescu                                      | 1929            | 1,4-Benzochinone, β-Amino-α,β-ungesättigte Carbonylverbindungen                           | Michael-Addition, Ringschluss unter Wasserabspaltung                                                                              | 5-Hydroxyindole                                                        | [ 16 ]          |
| Reaktionsschema Nenitzescu-Indolsynthese               |                 |                                                                                           | |                                                                        |                 |
| Nenitzescu-van-der-Lee-Cyclisierung                    |                 |                                                                                           | |                                                                        |                 |
| Costin Nenitzescu, J. van der Lee                      | 1925            | ortho-β-Dinitrostyrole, Eisen/Säure oder Wasserstoff/Platin                               | reduktive Cyclisierung | Indole                                                                 | [ 17 ] [ 18 ]   |
| Nenitzescu-Synthese                                    |                 |                                                                                           | |                                                                        |                 |
| siehe Darzens-Nenitzescu-Ketonsynthese                 |                 |                                                                                           | |                                                                        |                 |
| Nerdel-Homologisierung                                 |                 |                                                                                           | |                                                                        |                 |
| Friedrich Nerdel                                       | 1965            | Enolether, Trihalogenmethane, Epoxide                                                     | Bildung eines 1,1-Dihalogenmethanes, Homolgisierung                                                                               | Bildung einer C-C-Bindung                                              | [ 19 ]          |
| Nenitzescu-reduktive-Acylierung                        |                 |                                                                                           | |                                                                        |                 |
| Costin Nenitzescu                                      | 1936            | Cycloalkene, Carbonsäurechloride, Aluminiumtrichlorid                                     | reduktive Acyclierung | Cycloalkylketone                                                       | [ 20 ]          |
| Nesmeyanov-Reaktion                                    |                 |                                                                                           | |                                                                        |                 |
| Alexander Nesmejanow                                   | 1929            | Aryldiazoniumverbindungen, Metallsalze (Hg, Tl, Pb...), Kupfer                            | Abspaltung von Stickstoff, Metallierung                                                                                           | Arylmetallverbindungen                                                 | [ 21 ]          |
| Reaktionsschema Nesmeyanov-Reaktion                    |                 |                                                                                           | |                                                                        |                 |
| Newman-Kwart-Reaktion                                  |                 |                                                                                           | |                                                                        |                 |
| Melvin Spencer Newman, Harold Kwart                    | 1966            | arylsubstituierte Thionourethane                                                          | Umlagerung | Thiolourethane                                                         | [ 22 ] [ 23 ]   |
| Reaktionsschema Newman-Kwart-Reaktion                  |                 |                                                                                           | |                                                                        |                 |
| Nicholas-Reaktion                                      |                 |                                                                                           | |                                                                        |                 |
| Kenneth M. Nicholas                                    | 1971            | Propargylalkohole/-ether, Nucleophile, Dicobaltoctacarbonyl                               | Bildung eines Propargylkations, schützen durch Cobaltcarbonylkomplex, nucleophiler Angriff, oxidative Entfernung der Schutzgruppe | alkylierte Alkine                                                      | [ 24 ]          |
| Reaktionsschema Nicholas-Reaktion                      |                 |                                                                                           | |                                                                        |                 |
| Nickl-Benzofuransynthese                               |                 |                                                                                           | |                                                                        |                 |
| Josef Nickl                                            | 1958            | Lithiumphenolate, 1,4-Dibrom-2-butene                                                     | Annelierung | Benzofurane                                                            | [ 25 ]          |
| Nicolaou-Dehydrogenierung                              |                 |                                                                                           | |                                                                        |                 |
| Kyriacos Costa Nicolaou                                | 2000            | Aldehyde/Ketone, 2-Iodoxybenzoesäure                                                      | Oxidation | α,β-ungesättigte Aldehyde/Ketone                                       | [ 26 ]          |
| Nicolaou-Hydoxy-Dithioketal-Cyclisierung               |                 |                                                                                           | |                                                                        |                 |
| Kyriacos Costa Nicolaou                                | 1968            | Diketal-Hydroxyverbindungen, Silbernitrat, Siliciumdioxid, N-Chlorsuccinimid              | Cyclisierung | Mcrocyclische Ether                                                    | [ 27 ]          |
| Nicolaou-Hydroxyketon-reduktive-cyclische-Etherbildung |                 |                                                                                           | |                                                                        |                 |
| Kyriacos Costa Nicolaou                                | 1989            | Hydroxyketone, Triethylsilan, Triflate                                                    | reduktive Cyclisierung | cyclische Ether                                                        | [ 28 ]          |
| Nicolaou-Oxyselenierung                                |                 |                                                                                           | |                                                                        |                 |
| Kyriacos Costa Nicolaou                                | 1979            | Alkene, N-Phenylselenophthalimid/N-phenylselenosuccinimid, Nukleophile                    | Selenierung, Addition des Nukleophils                                                                                             | Organoselenverbindungen mit Nukleophil in α-Stellung                   | [ 29 ]          |
| Niementowski-Reaktion                                  |                 |                                                                                           | |                                                                        |                 |
| Stefan Niementowski                                    | 1895            | Anthranilsäure, Amide/Ketone/Aldehyde                                                     | Cyclisierung | Chinazoline/Chinoline                                                  | [ 30 ] [ 31 ]   |
| Reaktionsschema Niementowski-Reaktion                  |                 |                                                                                           | |                                                                        |                 |
| Nierenstein-Reaktion                                   |                 |                                                                                           | |                                                                        |                 |
| Maximilian Nierenstein                                 | 1915            | Carbonsäurechoride, Diazomethan                                                           | Reaktion beider Reaktanden, Umlagerung unter Chloridabspaltung, nucleophile Substitution unter Stickstoffabspaltung               | α-Chlormethylketone                                                    | [ 32 ]          |
| Reaktionsschema Nierenstein-Reaktion                   |                 |                                                                                           | |                                                                        |                 |
| Nieuwland-Acetylenhydratisierung                       |                 |                                                                                           | |                                                                        |                 |
| Julius Arthur Nieuwland                                | 1930            | Ethine, Wasser/Alkohole, Essigsäureanhydrid, Quecksilberoxid/Bortrifluorid-Katalysator    | Addition von Wasser, Veresterung                                                                                                  | Acetale                                                                | [ 33 ]          |
| Nishimura-Cristescu-N-Glycosidierung                   |                 |                                                                                           | |                                                                        |                 |
| Takuzo Nishimura, C. Cristescu                         | 1964/68         | Uracil, Trimethylsilylchorid, α-Halogenzucker                                             | Einführen der TMS-Schutzgruppe, Glycosidierung am N-Atom                                                                          | N-Glycoside                                                            | [ 34 ] [ 35 ]   |
| Nitro-Mannich-Reaktion                                 |                 |                                                                                           | |                                                                        |                 |
| Louis Henry (benannt nach Carl Mannich)                | 1896            | Imine, Nitroalkane                                                                        | Mannich-Reaktion | β-Nitroamine                                                           | [ 36 ]          |
| Nordlander-Indolsynthese                               |                 |                                                                                           | |                                                                        |                 |
| J. Eric Nordlander                                     | 1981            | N‐(Trifluoracetyl)‐2‐anilinacetale, Trifluoressigsäureanhydrid, Lewis-Säure               | Cyclisierung | Indole                                                                 | [ 37 ]          |
| Normant-Carbocuprierung                                |                 |                                                                                           | |                                                                        |                 |
| Jean F. Normant                                        | 1984            | Alkine, Normant-Cuprate                                                                   | Addition | Bildung einer Kupfer-Alken-Bindung, viele Weiterreaktionsmöglichkeiten | [ 38 ]          |
| Norrish-Spaltung                                       |                 |                                                                                           | |                                                                        |                 |
| Norrish-Typ-I-Spaltung                                 |                 |                                                                                           | |                                                                        |                 |
| Ronald Norrish                                         | 1932            | Carbonylverbindungen                                                                      | photochemische Spaltung | Radikale                                                               | [ 39 ]          |
| Reaktionsschema Norrish-Typ-I-Spaltung                 |                 |                                                                                           | |                                                                        |                 |
| Norrish-Typ-II-Spaltung                                |                 |                                                                                           | |                                                                        |                 |
| Ronald Norrish                                         | 1937            | Carbonylverbindungen mit γ-Wasserstoff                                                    | photochemische Bildung eines Biradikals, Bildung eines Alkohols, Fragmentierung oder Rekombination                                | Enole + Alkene oder Cyclobutanole                                      | [ 40 ]          |
| Reaktionsschema Norrish-Typ-II-Spaltung                |                 |                                                                                           | |                                                                        |                 |
| Noyori-Acetalisierung                                  |                 |                                                                                           | |                                                                        |                 |
| Ryoji Noyori                                           | 1980            | Ketone, 1,2-Bis(trimethylsiloxy)ethan, Trimethylsilyltrifluormethansulfonat (Katalysator) | Acetalisierung | cyclische Acetale                                                      | [ 41 ]          |
| Noyori-Annelierung                                     |                 |                                                                                           | |                                                                        |                 |
| Ryoji Noyori                                           | 1978            | α,α-Dibromketone, Alkene, Dieisennonacarbonyl                                             | Cyclisierung | Cyclopentanone                                                         | [ 42 ]          |
| asymmetrische Noyori-Hydrierung                        |                 |                                                                                           | |                                                                        |                 |
| Ryoji Noyori                                           | 1980            | Ketone, Ruthenium-BINAP-Komplex, Wasserstoff                                              | Reduktion | enantioselektive Alkohole                                              | [ 43 ]          |
| Reaktionsschema asymmetrische Noyori-Hydrierung        |                 |                                                                                           | |                                                                        |                 |
| Nozaki-Hiyama-Kishi-Reaktion                           |                 |                                                                                           | |                                                                        |                 |
| Hitoshi Nozaki, Tamejiro Hiyama, Yoshito Kishi         | 1977            | Aldehyde, Allyl-/Vinylhalogenide, Chrom(II)-Salz, Nickel-Katalysator                      | Kupplungsreaktion | sekundäre Allyl- oder Vinylalkohole                                    | [ 44 ]          |
| Reaktionsschema Nozaki-Hiyama-Kishi-Reaktion           |                 |                                                                                           | |                                                                        |                 |
| Nysted-Takai-Olefinierung                              |                 |                                                                                           | |                                                                        |                 |
| Leonard Nysted, Kazuhiko Takai                         | 1975/78         | Aldehyde/Ketone/Carbonsäureester, Zink, Dihalogenmethane                                  | Bildung des Nysted-Reagenzes, Olefinierung                                                                                        | Alkene                                                                 | [ 45 ] [ 46 ]   |